# وقواق كستنائي مخطط
وقواق كستنائي مخطط (الاسم العلمي: Cacomantis sonneratii) (بالإنجليزية: Banded Bay Cuckoo)‏ هو نوع من الطيور يتبع جنس الوقواق الكستنائي من فصيلة طيور الوقواق.